# Провансалски барабан
Провансалски барабан- е музикален перкусионен инструмент от групата на мембранофонните инструменти.
Провансалския барабан е използван предимно във френската фолклорна и военна музика и е създаден във френската област Прованс.
Характерно за този вид инструмент е че притежава най-дълбокия корпус измежду всички останали барабани.
Състои се от дървен корпус, дървени обръчи с метални халки за опъване, ударна и резонантна кожа, памучни въжета за опъване на кожите и метални корди разположени върху резонантната кожа.